# 迈特纳环形山

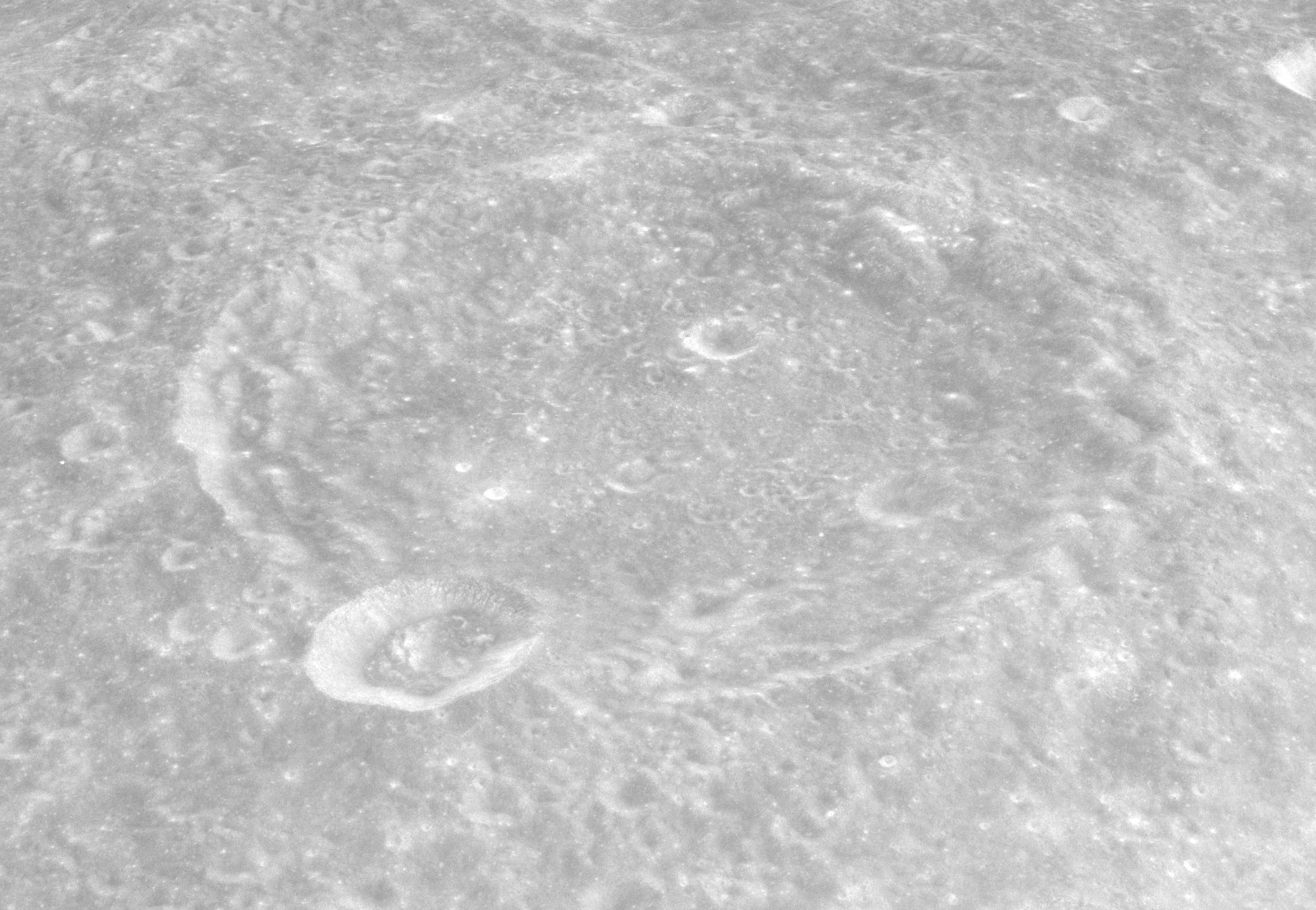
阿波罗17号测绘相机拍摄的南向斜视力图

迈特纳环形山(Meitner)是月球背面赤道区一座古老的大撞击坑，约形成于酒海纪，其名称取自奥地利-瑞典原子物理学家莉泽·迈特纳(1878年-1968年)，1970年被国际天文学联合会正式批准接受。

## 描述
该陨坑西侧毗邻巨大的巴斯德环形山；西北偏北靠近埃因托芬环形山；维萨里环形山位于它的北面；东侧坐落着朗格马克环形山；东南和西南分别是孔德拉秋克环形山和希尔伯特环形山；而赫沃尔松环形山则横亘在它的南面
。该陨坑的中心月面坐标为10°52′S 113°06′E / 10.87°S 113.1°E，直径87.3公里，深度为2.8公里。
迈特纳环形山相对完整，尚未受到后续撞击的明显侵蚀。其边缘外观大致圆状，南侧略为向外凸出，小卫星坑"迈特纳 C"横跨在北侧坑壁上；陨坑东西二侧内壁显示有阶地结构。坑壁平均高出周边地形1400米，内部容积约有7200公里3。坑内地表相对平坦，中心偏西南覆盖着一座小陨坑，而另一座靠近于西北内壁。
阿波罗8号-首次载人登月任务，恰好直接飞越迈特纳环形山(在许多其他的陨石坑中)，拍摄到了该陨坑内部的高分辨率照片。

## 卫星陨石坑
按惯例，最靠近迈特纳环形山的卫星坑在月图上以字母标注在该坑中心点的旁边。

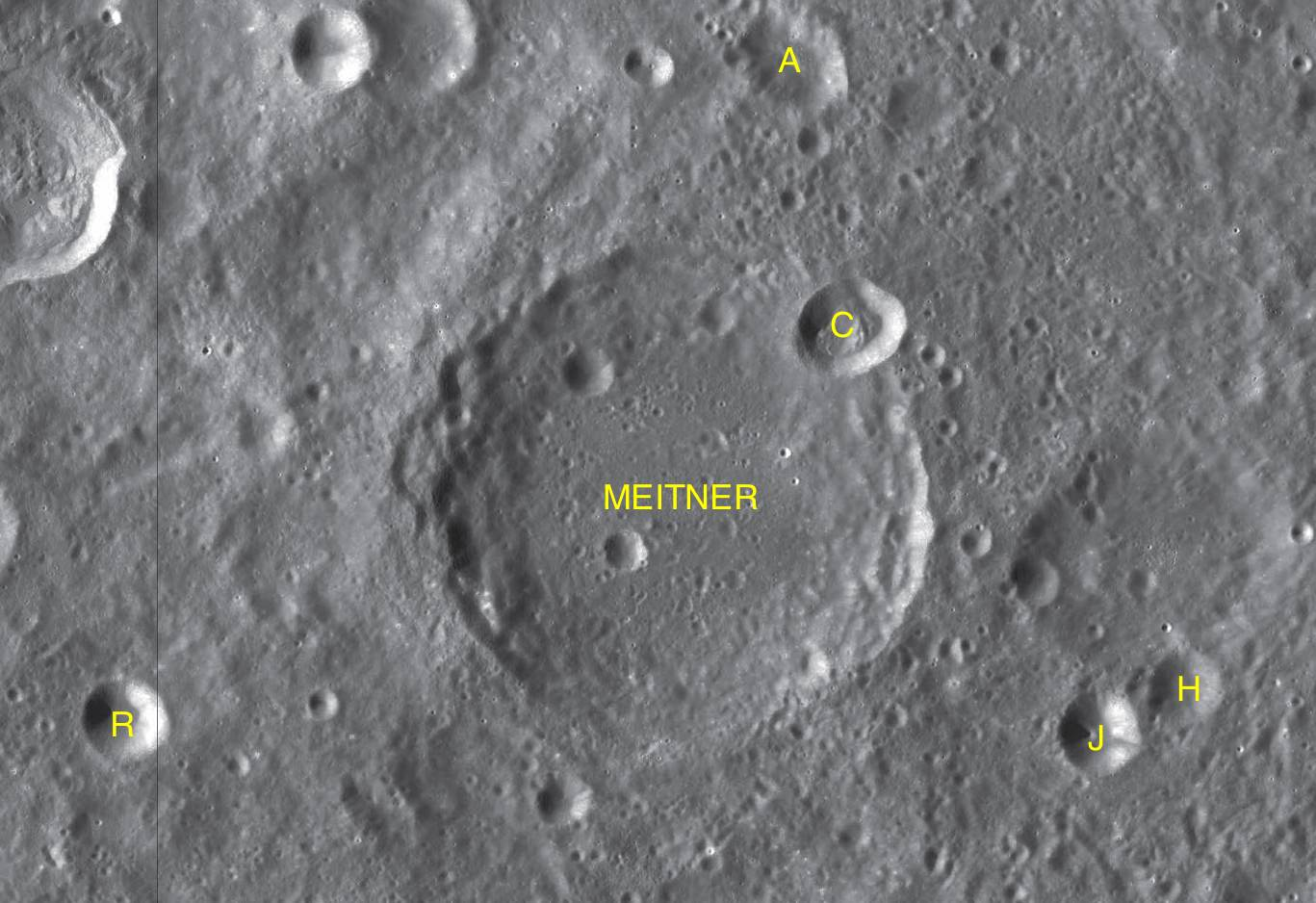
LAC-82与LAC-83拼接图

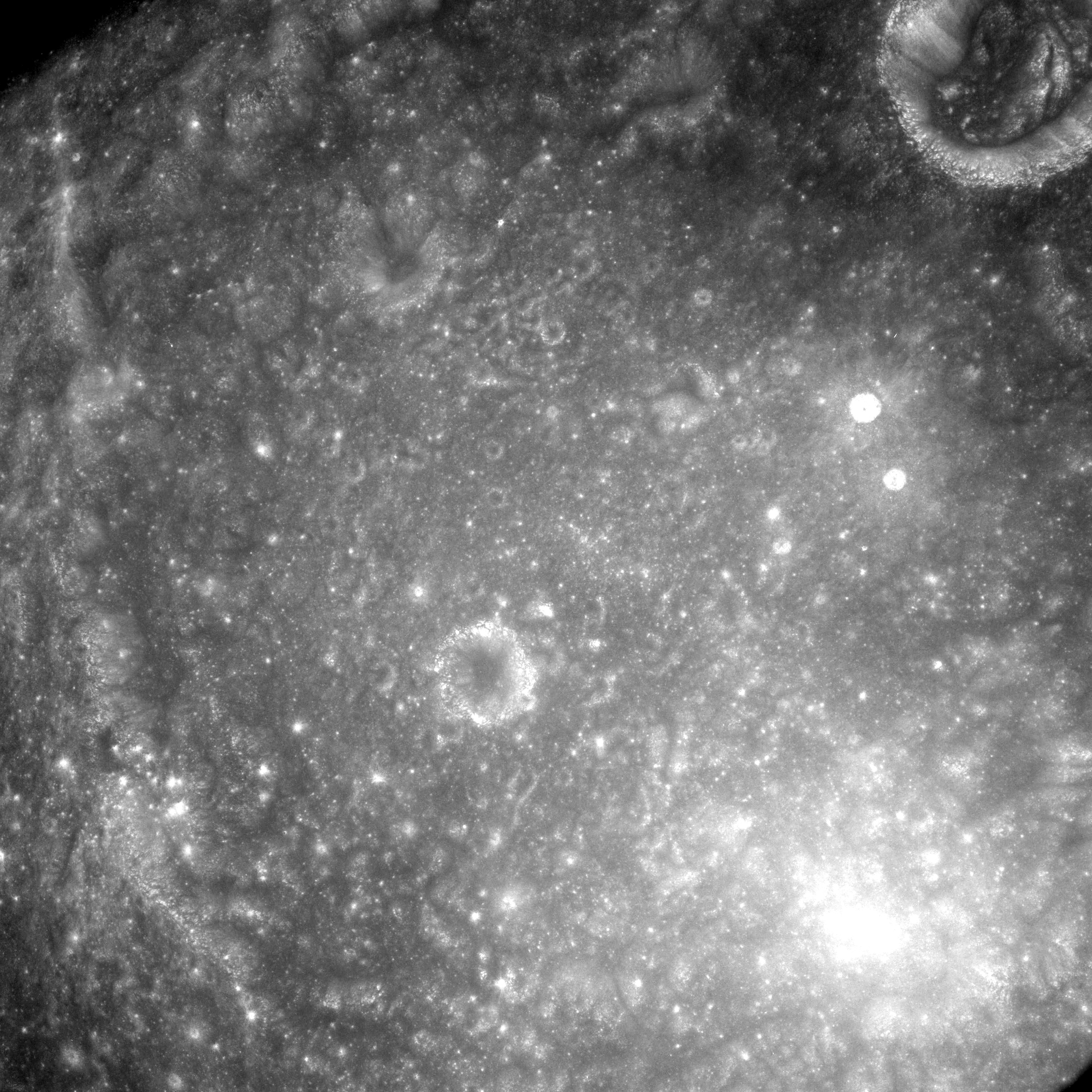
阿波罗8号拍摄的迈特纳环形山内部照片

| 迈特纳 | 纬度    | 经度     | 直径    |
| ------ | ------- | -------- | ------- |
| A      | 8.1° S  | 113.5° E | 17 公里 |
| C      | 9.7° S  | 113.7° E | 19 km   |
| H      | 11.9° S | 116.0° E | 13 公里 |
| J      | 12.1° S | 115.1° E | 15 公里 |
| R      | 12.0° S | 109.4° E | 16 公里 |

## 图集

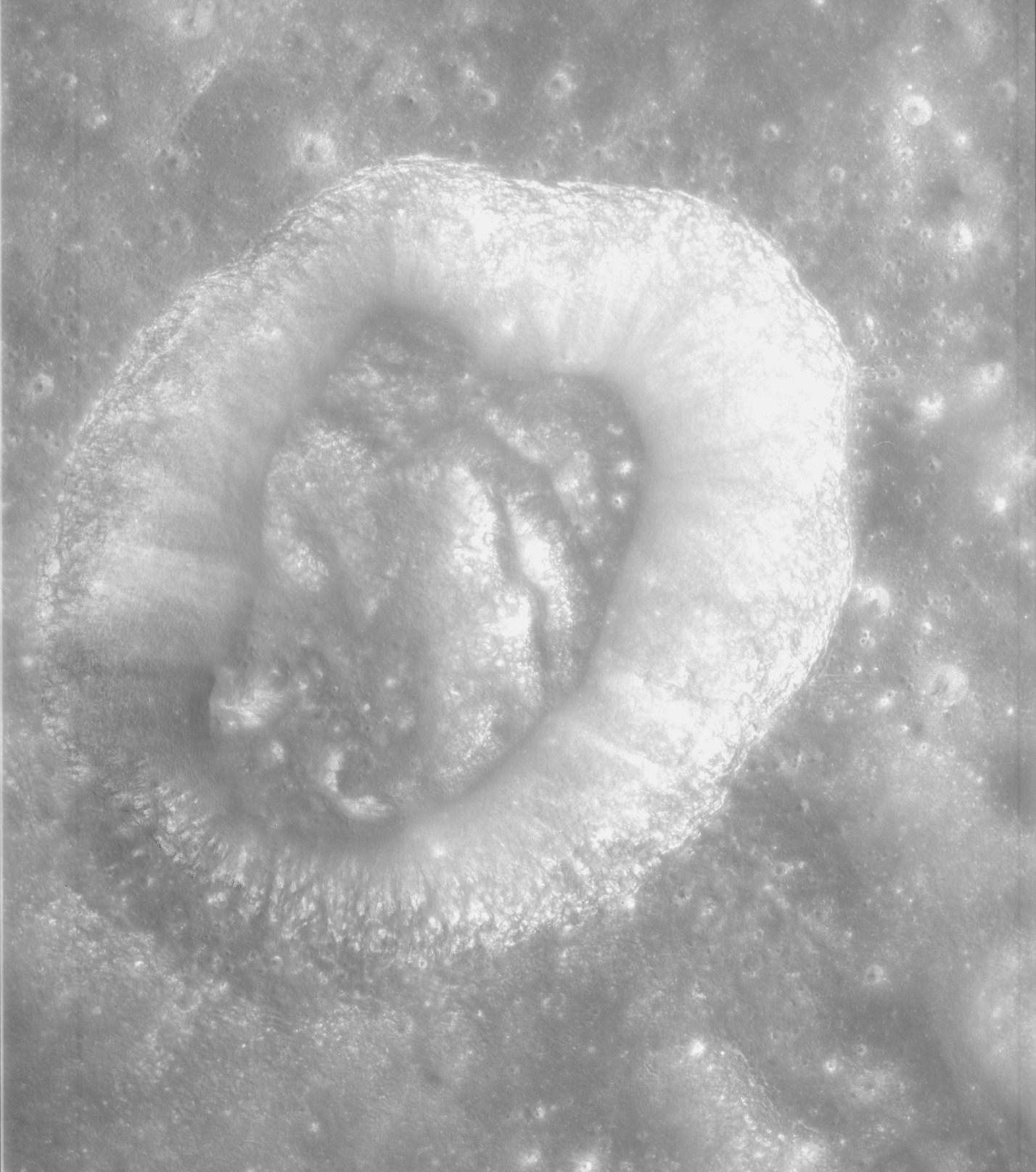
阿波罗15号拍摄的卫星坑"迈特纳 C"
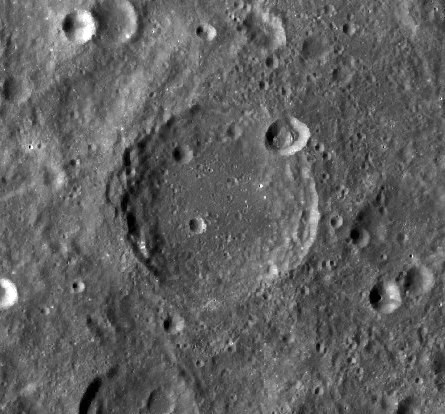
月球勘测轨道飞行器拍摄的迈特纳环形山
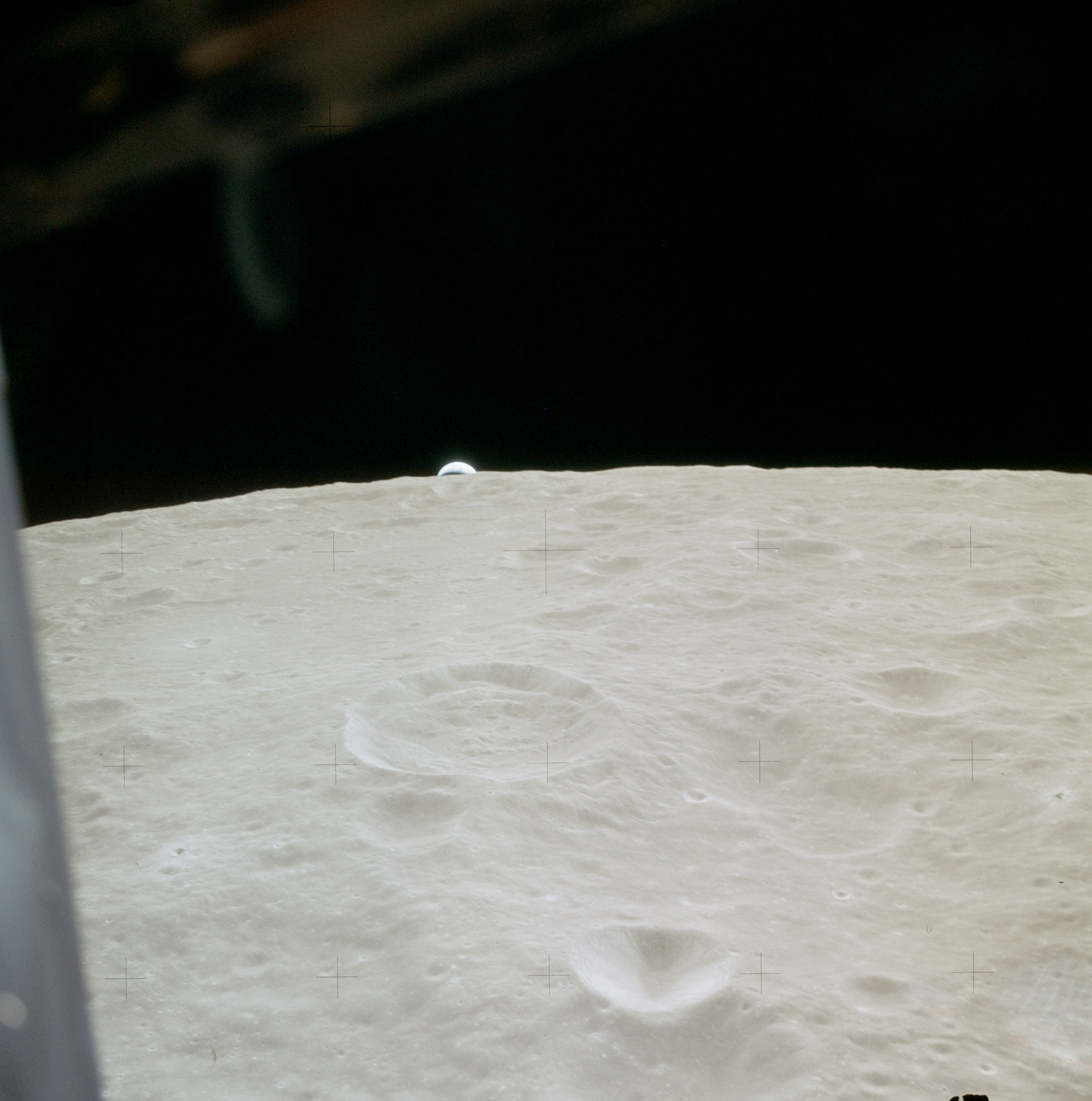
阿波罗14号拍摄的迈特纳环形山照片

## 另请参阅
- Andersson, L. E.; Whitaker, E. A. . NASA RP-1097. 1982.
- Blue, Jennifer. . USGS. July 25, 2007  [2007-08-05]. （原始内容存档于2015-05-26）.
- Bussey, B.; Spudis, P. . New York: Cambridge University Press. 2004. ISBN 978-0-521-81528-4.
- Cocks, Elijah E.; Cocks, Josiah C. . Tudor Publishers. 1995. ISBN 978-0-936389-27-1.
- McDowell, Jonathan. . Jonathan's Space Report. July 15, 2007  [2007-10-24]. （原始内容存档于2015-01-12）.
- Menzel, D. H.; Minnaert, M.; Levin, B.; Dollfus, A.; Bell, B. . Space Science Reviews. 1971, 12 (2): 136–186. Bibcode:1971SSRv...12..136M. doi:10.1007/BF00171763.
- Moore, Patrick. . Sterling Publishing Co. 2001. ISBN 978-0-304-35469-6.
- Price, Fred W. . Cambridge University Press. 1988. ISBN 978-0-521-33500-3.
- Rükl, Antonín. . Kalmbach Books. 1990. ISBN 978-0-913135-17-4.
- Webb, Rev. T. W.  6th revised. Dover. 1962. ISBN 978-0-486-20917-3.
- Whitaker, Ewen A. . Cambridge University Press. 1999. ISBN 978-0-521-62248-6.
- Wlasuk, Peter T. . Springer. 2000. ISBN 978-1-85233-193-1.